# استریپ‌تیز
استریپ‌تیز، جامه‌ریزان (به انگلیسی: Striptease) یا رقص برهنه، نوعی سرگرمی شهوانی است که در آن نمایش‌دهنده به تدریج برهنه می‌شود و به همراه موسیقی، رفتاری شهوانی و دلفریب از خود بروز می‌دهد. به رقاصی که اینگونه رقص را اجرا می‌کند استریپر می‌گویند.
در کشورهای غربی، رقص برهنه معمولاً در باشگاه‌های استریپ به نمایش درمی‌آید، البته از دیگر مکان‌هایی که این نوع رقص در آنجا انجام می‌شود میخانه‌ها (به ویژه در انگلیس)، تئاترها و سالن‌های موسیقی است.
در این نوع رقص، رقصنده به تدریج برهنه می‌شود و با این کار خود، بیننده را مشتاق به دیدن برهنگی کامل خود می‌کند. علاوه بر این رقصنده سعی می‌کند با قرار دادن دستانش در جلوی مناطقی از بدن خود از جمله پستان و اندام جنسی، بیننده را بیشتر تحریک کند. در گذشته، نمایش با برهنه شدن کامل رقصنده پایان می‌گرفت اما امروزه در برخی موارد، رقصنده در حالی که کاملاً برهنه شده‌است نمایش را ادامه می‌دهد.
در برخی موارد به علت قوانین و مقتضیات فرهنگی (مانند ممنوع یا تابو بودن برهنگی) رقصنده به‌طور کامل برهنه نمی‌شود. به‌طور مثال در برخی مناطق ایالات متحده آمریکا نمایش عمومی مناطقی از بدن همچون پستان‌ها ممنوع است که رقصنده آن را باید بپوشاند اگرچه در مورد رقصنده مرد این موضوع صدق نمی‌کند.

## پشت صحنه
یک نوع از این رقص، «رقص برهنه اختصاصی» است که شامل روی پای بیننده نشستن و «رقص تماسی» باشد. دراین نوع رقص، رقصنده توجه خود را معطوف به یک بیننده می‌کند.

## امروزه
اخیراً رقص میله‌ای بر دنیای استریپتیز تسلط یافته‌است. در اواخر قرن بیستم، رقص میله‌ای در استریپ کلاب‌هایی در کانادا انجام می‌شد. این باشگاه‌ها گسترش یافتند و به یک بخش اقتصادی پر رونق تبدیل شدند. رقص میله‌ای، رقص روی میز و رقص دامان به سبک کانادایی، کم‌کم به همه جای جهان صادر شد.

تا دهه ۱۹۷۰ میلادی تنها رقصنده‌های زن به رقص برهنه می‌پرداختند ولی پس از آن تعدادی از رقصنده‌های مرد به رقص برهنه برای بینندگان زن می‌پرداختند. کتاب رکوردهای گینس «برنی بارکر» رابه عنوان سالخورده‌ترین مرد رقاص در رقص برهنه ثبت کرده‌است.

## فیلم
- فلش‌دنس (۱۹۸۳) Flashdance: فیلمی دربارهٔ زن کارگری به نام الکساندرا می‌باشد که در طول روز، به رقص در یک بار در پنسیلوانیا و کار در کارخانه آهن می‌پردازد.
- قاتلین پیرزن (۱۹۸۸) Ladykillers: داستان جنایی پلیسی مربوط به یک رقاص برهنه جنایتکار که به یک زن ناشناس تجاوز می‌کند.
- عجیب وغریب (۱۹۹۴) Exotica: داستان دربارهٔ مدیر یک باشگاه رقص دامن کانادایی می‌باشد که دارای دلبستگی نسبت به رقصنده برهنه است.
- دختران شو (۱۹۹۵) Showgirls: این فیلم دربارهٔ یک دختر جوان است که به جهت ستاره شدن در رقص برهنه به لاس وگاس وارد می‌شود، باورود به شهر لاس وگاس وی وارد یک باشگاه رقص برهنه می‌شود.
- شیادان (۲۰۱۹) Hustlers: داستان چند رقاص برهنه در نیویورک است که پس از بحران مالی ۲۰۰۸–۲۰۰۷ به کلاهبرداری رو می‌آورند.